# Kamaldinni, Muddebihal
Kamaldinni là một làng thuộc tehsil Muddebihal, huyện Bijapur, bang Karnataka, Ấn Độ.